# Pigmentdispersiesyndroom
Pigmentdispersiesyndroom (PDS) is een chronische oogziekte waarbij het filter bij de iris verstopt raakt door pigmentdeeltjes afkomstig van achter de iris. Vanwege de verstopping kan het vocht in de oogbol niet voldoende worden afgevoerd, waardoor de druk in het oog te hoog oploopt. Deze te hoge oogdruk heeft onherstelbare beschadiging van de oogzenuw tot gevolg, waardoor glaucoom ontstaat.